# Spring Ridge (Florida)
Spring Ridge es un lugar designado por el censo ubicado en el condado de Gilchrist en el estado estadounidense de Florida. En el Censo de 2010 tenía una población de 398 habitantes y una densidad poblacional de 47,84 personas por km².

## Geografía
Spring Ridge se encuentra ubicado en las coordenadas 29°49′19″N 82°43′28″O / 29.82194, -82.72444. Según la Oficina del Censo de los Estados Unidos, Spring Ridge tiene una superficie total de 8.32 km², de la cual 8.32 km² corresponden a tierra firme y (0%) 0 km² es agua.

## Demografía
Según el censo de 2010, había 398 personas residiendo en Spring Ridge. La densidad de población era de 47,84 hab./km². De los 398 habitantes, Spring Ridge estaba compuesto por el 94.47% blancos, el 1.01% eran afroamericanos, el 0.25% eran amerindios, el 0.75% eran asiáticos, el 0% eran isleños del Pacífico, el 0.75% eran de otras razas y el 2.76% pertenecían a dos o más razas. Del total de la población el 7.04% eran hispanos o latinos de cualquier raza.